# 皮卡特商业综合楼
36°3′46.8″N 120°19′05.7″E / 36.063000°N 120.318250°E
皮卡特商业综合楼是位于中国山东省青岛市市南区广西路9号的一座商住建筑，建于1903年，现为市南区一般不可移动文物。

## 历史
该建筑为斐哈利洋行（后改称裴哈利洋行）所有者卡尔·皮卡特（德語：Carl Pickardt）于1903年所建，皮卡特将该楼部分房间用于出租，德商备德洋行（Carl Bödiker & Co.）曾于1910年代在此租用商铺，该建筑也因此被称为“卡尔·博迪克公司旧址”。1909年，皮卡特离开青岛，将该楼卖给德华大学教师阿图尔·格尔拉赫（Arthur Gerlach）。该楼现为民宅，产权单位为海运局。2000年，该建筑以“德式住宅旧址”之名列入青岛市第一批历史优秀建筑。2012年11月6日，该建筑列入市南区未核定为文物保护单位的不可移动文物（一般不可移动文物）名录。

## 建筑特色
该楼建筑面积约800平方米，平面呈矩形，砖木结构，楼高2层，设阁楼和地下室。正立面呈7开间对称布局，设拱券敞廊，以双柱分隔开间，部分拱券设有铁艺装饰。外墙以花岗岩方石砌墙基，东西两端起曲线山墙，山墙上有“1903”字样（西侧山墙的字样已脱落），屋顶为红瓦双坡屋顶，上设老虎窗（现存老虎窗已非原貌）。主入口位于中央，装有雕花木门，楼内设木制楼体。建筑西端设有通往后院的门洞，后院中为附属的后楼（后楼可能1901年即已建造或建成）。该楼为青岛德占时期初期具有代表性的公寓建筑之一。

## 图集
- 德占时期1900年代上半叶的广西路，右侧为皮卡特商业楼
- 1910年代的皮卡特商业楼，右侧墙面可见备德洋行的店名
- 皮卡特商业楼旧址正立面，2019年
- 东侧山墙与1903字样，2019年
- 楼内木制楼梯，2016年
- 院内后楼，2016年